# Zhao Yun

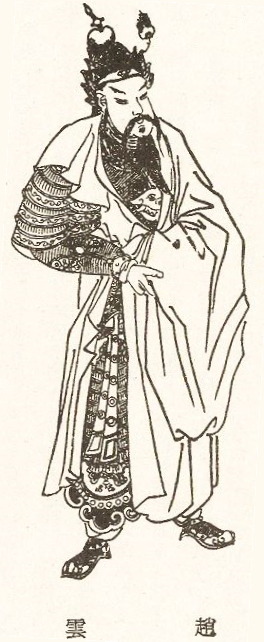
Zhao Yun

Zhao Yun (168-229) foi um dos Cinco Generais Tigres, guerreiro chinês nobre e leal em busca de um verdadeiro mestre que ele pudesse servir. 
Diz a lenda o dragão de chang shan que primeiro ele se juntou a Yuan Shao contra os turbantes amarelos liderados por Zhang Jiao. 
Depois desta luta ele deixou Yuan Shao e foi em busca de um mestre mais digno. 
Um dia ele se juntou a Gongsun Zan e ouviu dizer que Yuan Shao tinha formado uma aliança com os exércitos para retirar Dong Zhuo do trono de Luo Yang. 
Sabendo disto Zhao Yun foi a batalha do Portão Hu Lao em Luo Yang. Lá ele foi salvo por Liu Bei, e admirado com a sua virtude se juntou a ele.
O ato que o tornou um dos Cinco Generais Tigres ocorreu na batalha de Chang Ban onde Liu Bei escapava com seu exército e civis enquanto Zhao Yun atravessava o exército de Wei com seu cavalo branco e o filho de Liu Bei em seus braços, Liu Chan.
Quando Zhao Yun chegou aos campos de Shu Liu Bei estava mais aliviado em ver que ele estava vivo do que seu próprio filho, Liu Chan.